# Ващук Микола Васильович
Ващук Микола Васильович (5 червня 1959, Велика Хайча, Овруцький район, Житомирська область — 14 травня 1986, Москва) — ліквідатор аварії на Чорнобильській АЕС, командир відділення 6-ї самостійної воєнізованої пожежної частини з охорони міста Прип'ять, Герой України (21.04.2006) - посмертно, Кавалер Орден Червоного Прапора (25.09.1986)- посмертно, Кавалер Хрест «За мужність» (07.05.1996) - посмертно.

## Життєпис
Микола Васильович Ващук народився 5 червня 1959 року в селі Велика Хайча Овруцького району на Житомирщині у селянській родині. У 1974 році закінчив хлопець 8 класів. Після закінчення середньої школи працював у Києві на заводі «Більшовик». У 1978—1980 роках проходив службу у лавах Радянської Армії. У 1982 році був прийнятий на роботу в органи внутрішніх справ на посаду пожежного 6-ї самостійної воєнізованої пожежної частини (СВПЧ-6) з охорони міста Прип'ять. З лютого 1985 року працював командиром відділення СВПЧ-6.
26 квітня 1986 року начальником чергового пожежного караулу був лейтенант Володимир Правик та — пожежники: Микола Ващук, Василь Ігнатенко, Віктор Кібенок, Микола Титенок, Володимир Тишура та інші.
Микола чергував замість товариша, на початку травня мав одружитися. Під час ліквідації аварії встановив автодрабину між третім і четвертим енергоблоками. Його відділення проклало робочу рукавну лінію на покрівлю. О 4 год 50 хв пожежу локалізовано.
Після тривалого впливу високого рівня радіаційного опромінення, теплового виділення та задимлення Миколу Ващука було виведено з бойової обслуги і госпіталізовано. Лікувався він у спеціальній клініці Москви, однак доза опромінення була надто висока.
Помер Микола Васильович 14 травня 1986 року. Поховали його у Москві на Митінському кладовищі.

## Сім'я
Залишилась вдова Інна та син Анатолій.

## Нагороди

Погруддя Миколи Ващука, Меморіальний комплекс жертв Чорнобильської катастрофи в Києві, 29.06.2019

- 21 квітня 2006 року за геройський подвиг в ім'я життя нинішніх і прийдешніх поколінь, особисту мужність і самопожертву, виявлені у ліквідації аварії на Чорнобильській АЕС присвоєно звання Герой України з удостоєнням ордена «Золота Зірка» (посмертно)[1]
- 8 травня 1996 року за особисту мужність і відвагу, виявлені у ліквідації аварії на Чорнобильській АЕС нагороджений відзнакою Президента України — хрестом «За мужність» (посмертно)[2]
- Нагороджений орденом Червоного Прапора (посмертно)[3]

Згадується у документальному фільмі «Чорнобиль: Два кольори часу» (Укртелефільм, 1986-88).

## Вшанування пам'яті
Ім'я Героя вибито на одній із плит меморіалу Героям-чорнобильцям у Києві на перетині бульвару Верховної Ради та проспекту Миру; меморіалу загиблим працівникам МВС України у Києві на Солом'янській площі; на стелі з іменами Героїв-чорнобильців у Сімферополі у парку Гагаріна біля входу з вулиці Павленко.
- Погруддя Герою встановлено у Києві на алеї Героїв-чорнобильців на перетині проспекту Берестейського та вулиці Чорнобильської.

- У квітні 2016 року до 30-х роковин з дня аварії на ЧАЕС у Києві на фасаді будівлі Головного управління Державної служби України з надзвичайних ситуацій в Київській області встановлено барельєф Героя.

- Пам'ятник Миколі Васильовичу Ващуку — бронзове погруддя, стоїть на постаменті з червоного граніту висотою 3,4 метра, — в його рідному селі Велика Хайча.

- У місті Вінниця є вулиця Миколи Ващука. Також вулиця Миколи Ващука є у місті Овруч.

- У багатьох містах України є Вулиця Героїв Чорнобиля, до яких належить Микола Ващук.